# Kouwe drukte
Kouwe drukte is een album van Brigitte Kaandorp uit 1989. Het betreft een registratie van haar derde theaterprogramma.

## Tracklist

### Cd 1
1. "Welkom" (6:21)
2. "Radiografisch bestuurbare zeilboot" (4:28)
3. "Vakantie" (12:20)
4. "Gedoe" (4:22)
5. "Koeien" (4:15)
6. "Thee" (3:45)
7. "Enge man" (1:47)
8. "Kamerschermtango" (3:09)
9. "Verkleden" (5:50)
10. "Madonna" (3:20)

### Cd 2
1. "Supermarkt" (7:20)
2. "Koken" (5:58)
3. "Wehkamp" (7:12)
4. "Aangebrand" (7:24)
5. "Bed opmaken" (2:14)
6. "Ja natuurlijk" (4:31)
7. "Romantisch" (3:43)
8. "Hotel" (3:47)
9. "Tanden poetsen" (1:07)
10. "Danny" (7:16)